# Ommatius inflatus
Ommatius inflatus là một loài ruồi trong họ Asilidae. Ommatius inflatus được Scarbrough miêu tả năm 2003. Loài này phân bố ở vùng Tân nhiệt đới.